# Danske Kvinders Beredskab
Danske Kvinders Beredskab er en dansk oplysningsfilm fra anslået 1946, der er instrueret af Finn Methling efter eget manuskript.

## Handling
En hvervefilm for Danske Kvinders Beredskab og om de danske lotters arbejde. Del 1 fokuserer på undervisningen af lotterne, mens del 2 omhandler det efterfølgende arbejde og korpsets præstationer ude i virkeligheden.